# Xích phượng tủy

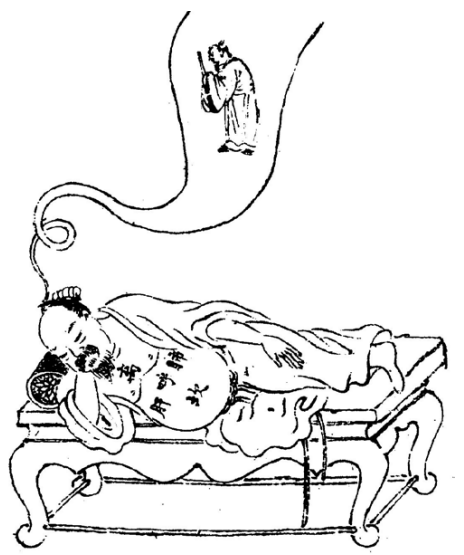
Hình minh họa một Đạo sĩ tham gia vào "hành đạo giấc ngủ" trong Xích phượng tủy

Xích phượng tủy (tiếng Trung: 赤鳳髓; bính âm: Chìfèng suǐ) là bản tóm tắt y học Trung Quốc do Chu Lý Tĩnh (周履靖) biên soạn vào thời nhà Minh. Sinh ra trong một gia đình thượng lưu, Lý Tĩnh đã được định hướng về lĩnh vực chính trị; sau khi bị chẩn đoán mắc bệnh lao, ông bắt tay vào hành trình tìm cách tự chữa bệnh và cuối cùng trở thành một nhà tu hành khổ hạnh của Đạo giáo. Có niên đại từ năm 1578, Xích phượng tủy chứa rất nhiều "phương pháp trường sinh" được Lý Tĩnh thu thập trong nhiều năm.

## Nội dung
Dựa trên những nguồn về khí công từ triều đại nhà Tống và nhà Nguyên, Xích phượng tủy chú trọng đến các "phương pháp trường sinh" bao gồm kỹ thuật thở, rèn luyện trí não và bài tập về giấc ngủ. Sách hướng dẫn này cũng bao gồm mười hai "hành đạo ấp ủ sự tĩnh lặng" do "bậc thầy về năng lượng vũ trụ" Trần Đoàn thực hiện.

## Tác giả và lịch sử xuất bản
Mặc dù Chu Lý Tĩnh xuất thân trong tầng lớp quý tộc có học thức và đã kết hôn, nhưng ông cũng dễ bị đau ốm. Sau khi mắc bệnh lao, Lý Tĩnh rời gia đình để tìm cách cải thiện sức khỏe của mình. Qua nhiều năm, Lý Tĩnh trở nên thông thạo Đạo giáo và tích lũy một bộ sưu tập bùa chú và y dược khổng lồ của Đạo giáo. Lý Tĩnh, còn được gọi là "Mai Điên đạo nhân" (梅颠道人), có nghĩa là "Đạo sĩ bối rối bên chùm hoa mận" hay "Đạo sĩ phát cuồng bởi cây mơ", đã viết ra Xích phượng tủy, có niên đại từ năm 1578 và lần đầu tiên xuất hiện trong tuyển tập các tác phẩm y học có tựa đề Di môn quảng độc (夷門廣牘; tiếng Anh: Wide Tablets of the Gate of Silence).
Bản dịch tiếng Pháp hoàn chỉnh của tác giả Catherine Despeux, có tựa đề La moelle du phénix rouge (tạm dịch: Tủy phượng đỏ), đã xuất bản trong năm 1988, trong khi bản dịch tiếng Anh (Marrow of the Red Phoenix) bởi Teri Takehiro tiếp tục được ấn hành hai năm sau đó vào 1990.

### Trích dẫn
1. ↑  Kohn 2012, tr. 110.
2. 1 2 3  Kohn 1991, tr. 369.
3. 1 2  Kohn 2018, tr. 45.
4. ↑  Littlejohn 2019, tr. 34.
5. ↑  Kohn 2008, tr. 166.
6. ↑  Struve 2019, tr. 274.